# Anomalopus mackayi
Anomalopus mackayi är en ödleart som beskrevs av  Allen E. Greer och COGGER 1985. Anomalopus mackayi ingår i släktet Anomalopus och familjen skinkar. IUCN kategoriserar arten globalt som sårbar. Inga underarter finns listade i Catalogue of Life.